# Marcellin Berthelot
Marcellin Pierre Eugène Berthelot (París; 29 de octubre de 1827 - 18 de marzo de 1907) fue un químico e historiador francés, librepensador republicano cuyo pensamiento creativo y trabajo influyeron significativamente en la química de finales del siglo XIX.

## Biografía
Inicia sus investigaciones experimentales en el laboratorio del químico y farmacéutico Pelouze, destacando muy pronto en el campo de la síntesis de compuestos orgánicos. Obtuvo el grado de Doctor en Ciencias en 1854 por su estudio de la glicina. En 1859 obtiene una cátedra de Farmacia en la universidad de La Sorbona, y posteriormente otras en el Colegio de Francia (1865), Academia de Medicina (1863), Academia de las Ciencias (1873). En 1901 sus méritos son reconocidos, concediéndosele la pertenencia a la Academia Francesa
A su vez participó en política, llegando a ser Ministro de Instrucción Pública y Bellas Artes en 1886 y Ministro de Asuntos Exteriores en 1895.

## Actividad científica
La línea principal de investigación de Berthelot fue la de la síntesis de Química Orgánica, obteniendo el alcohol etílico y el ácido fórmico conjuntamente con su maestro, llegando después a sintetizar el metano, el acetileno y el benceno. También estudió la esterificación de los alcoholes, lo que le llevó al descubrimiento de los equilibrios químicos y aclaró la noción de velocidad de reacción.
Se considera a Berthelot como uno de los fundadores de la termoquímica, ya que estableció la distinción entre reacciones endotérmicas y exotérmicas, e inició el estudio y medida de los calores de reacción, descubriendo fenómenos como la detonación de explosivos. Investigó a su vez el comportamiento de los gases, proponiendo una ecuación de estado que corregía a la de Van der Waals y estudiando la influencia del segundo coeficiente virial en la temperatura.
A lo largo de su carrera publicó más de 600 obras y memorias sobre compuestos orgánicos, su síntesis, termoquímica y también un libro sobre Historia de la Química titulado "Los orígenes de la Alquimia".

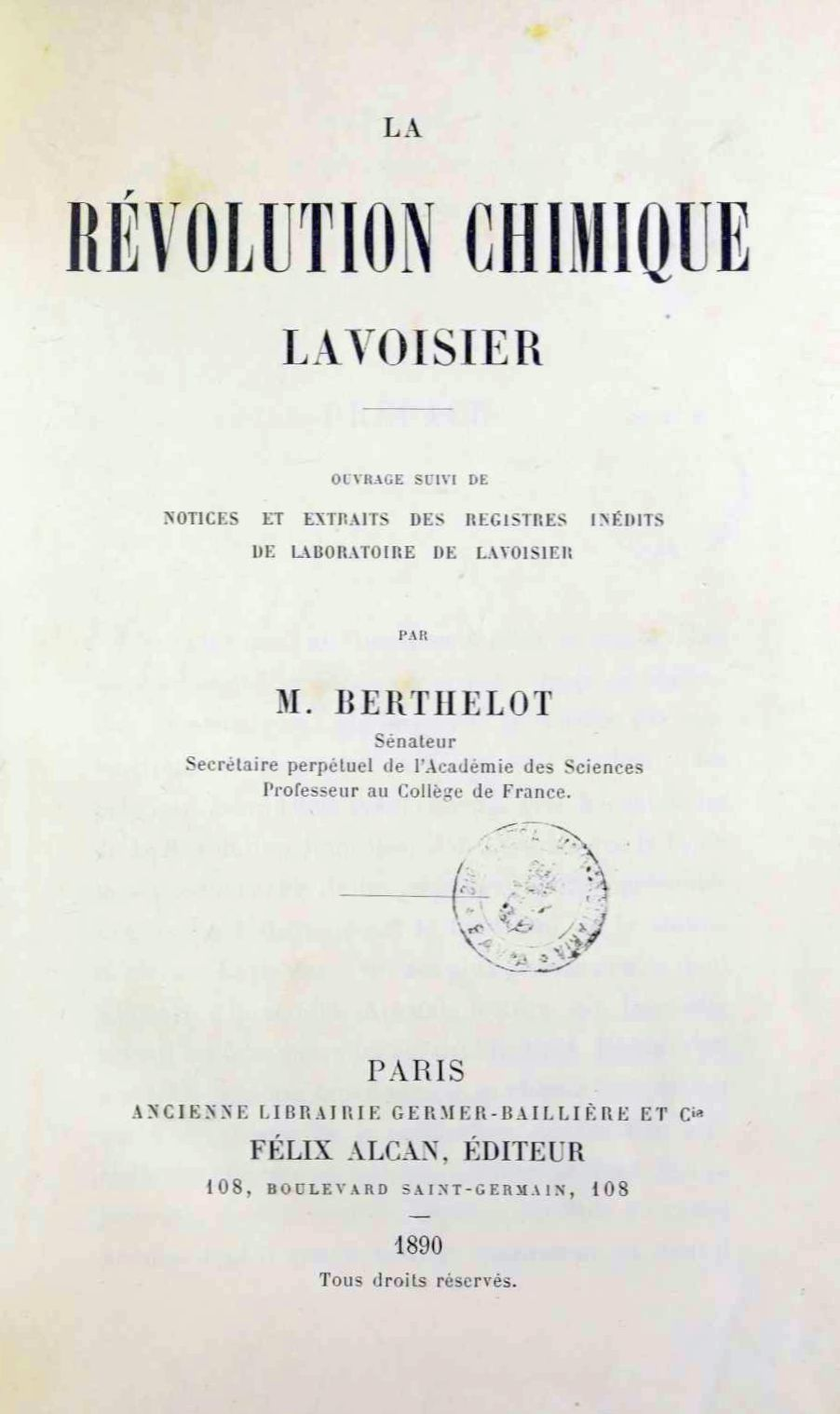
La Révolution chimique, 1890

## Curiosidades
Berthelot se negó sistemáticamente a patentar los métodos de síntesis por sus descubrimientos - lo que le hubiese reportado gran cantidad de dinero- asegurando que acumular riquezas era algo indigno y mezquino.
Berthelot se negó a admitir durante mucho tiempo la teoría atómica.

## Vida personal
A los 32 años conoció a la que sería su esposa Sophie Berthelot en el salón de un matemático, de quien se enamoró (Sophie sirvió de modelo para pintar a Santa Helena en el fresco de Sébastien Cornu en la iglesia Saint-Germain-des-Prés. Según la historiadora Jacqueline Lalouette, Marcellin tuvo que enfrentarse a sus padres para casarse ya que eran muy católicos y se negaban a que se casara con una protestante. La pareja tuvo seis hijos. Cuando Sophie cayó enferma Marcellin la acompañó y pasó las noches velándola. Ella murió el 18 de marzo a los 70 años y pocas horas después murió Marcellin. Su hija Camille escribió a su marido. "Todo ha terminado después de cuatro horas para mamá y también para papá. Se fue a dormir al canapé del salón y tras un cuarto de hora sin conocimiento se apagó".

## Enterrado en el Panteón
Fue inhumado en el Panteón de París en 1907 junto a su esposa Sophie Berthelot para no separarlos. La pareja unida hasta la muerte conmovió a Francia y seis días después de su muerte el parlamento abrió el Panteón de París al químico y se decidió no separar al matrimonio. El 25 de marzo de 1907 fueron enterrados allí. El Ministro de la Instrucción Pública Aristide Briand destacó de Sophie que fue "una mujer dulce, amable y cultivada". Sophie se convirtió así en la primera mujer enterrada en el Panteón, aunque no por méritos propios sino por sus "virtudes coyungales".